# Olympische Sommerspiele 2000/Leichtathletik – Hammerwurf (Frauen)

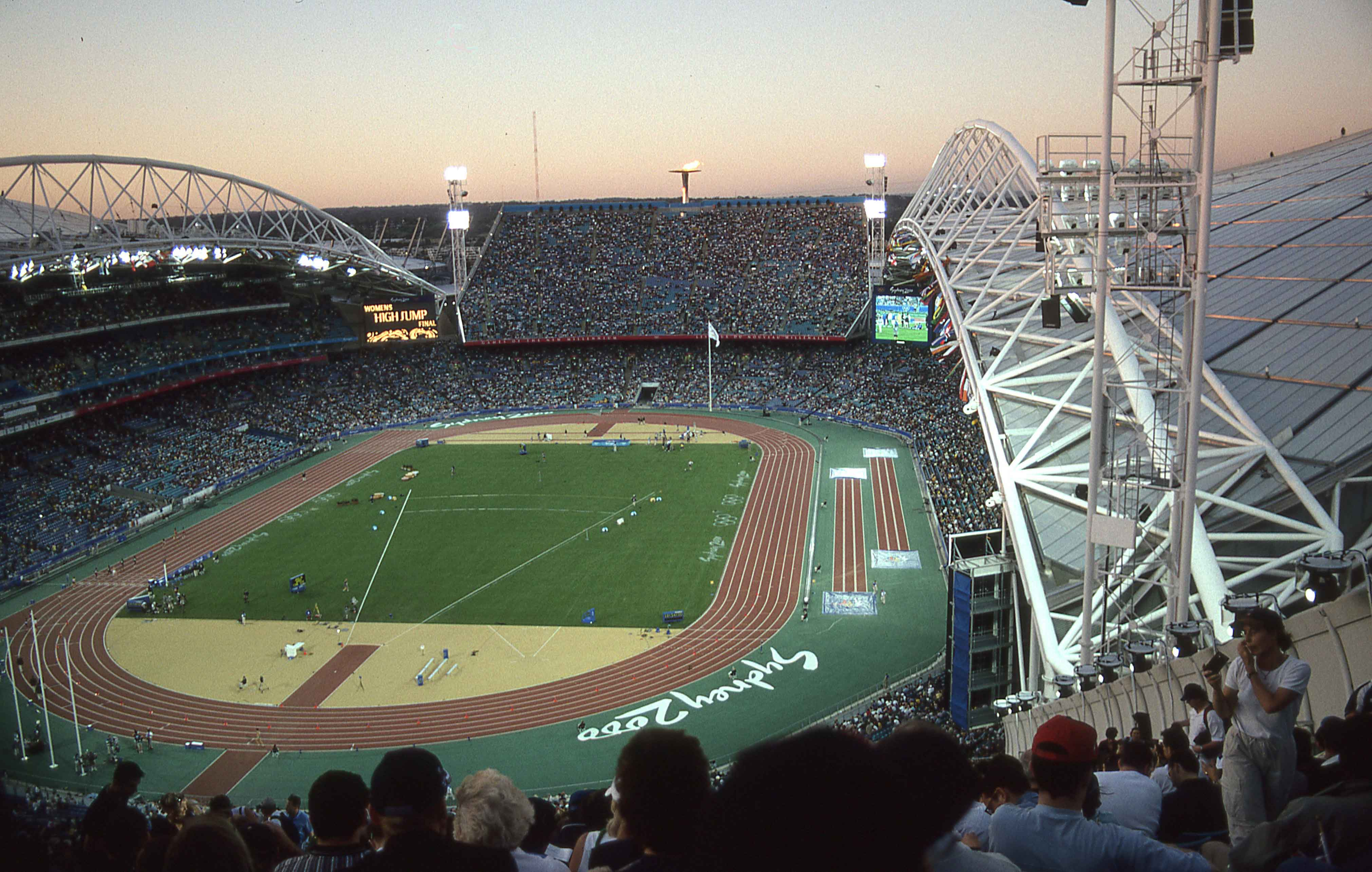
Das frühere ANZ Stadium von Sydney während der Olympischen Spiele 2000

Der Hammerwurf der Frauen bei den Olympischen Spielen 2000 in Sydney wurde am 27. und 29. m September 2000 im Stadium Australia ausgetragen. 28 m Athletinnen nahmen an der olympischen Premiere dieser Disziplin der Frauenleichtathletik teil.
Erste Olympiasiegerin wurde die Polin Kamila Skolimowska. Sie gewann vor der Russin Olga Kusenkowa und der Deutschen Kirsten Münchow.
Athletinnen aus der Schweiz, Österreich und Liechtenstein nahmen nicht teil.

## Aktuelle Titelträgerinnen
| Olympiasiegerin 1996                      | Wettbewerb bei Olympischen Spielen bisher nicht ausgetragen | Wettbewerb bei Olympischen Spielen bisher nicht ausgetragen | Wettbewerb bei Olympischen Spielen bisher nicht ausgetragen |
| Weltmeisterin 1999                        | Mihaela Melinte ( Rumänien)                                 | 75,20 m                                                     | Sevilla 1999                                                |
| Europameisterin 1998                      | Mihaela Melinte ( Rumänien)                                 | 71,17 m                                                     | Budapest 1998                                               |
| Panamerikanische Meisterin 1999           | Dawn Ellerbe ( USA)                                         | 65,36 m                                                     | Winnipeg 1999                                               |
| Zentralamerika und Karibik-Meisterin 1999 | Nancy Guillén ( El Salvador)                                | 57,84 m                                                     | Bridgetown 1999                                             |
| Südamerika-Meisterin 1999                 | Karina Moya ( Argentinien)                                  | 60,69 m                                                     | Bogotá 1999                                                 |
| Asienmeisterin 2000                       | Li Xiaoxue ( Volksrepublik China)                           | 59,02 m                                                     | Jakarta 2000                                                |
| Afrikameisterin 2000                      | Caroline Fournier ( Mauritius)                              | 59,60 m                                                     | Algier 2000                                                 |
| Ozeanienmeisterin 2000                    | Sharyn Tennant ( Australien)                                | 47,42 m                                                     | Adelaide 2000                                               |

## Rekorde

### Bestehende Rekorde
| Weltrekord         | 76,07 m                                                     | Mihaela Melinte ( Rumänien)                                 | Rüdlingen, Schweiz                                          | 29. August 1999                                             |
| Olympischer Rekord | Wettbewerb bei Olympischen Spielen bisher nicht ausgetragen | Wettbewerb bei Olympischen Spielen bisher nicht ausgetragen | Wettbewerb bei Olympischen Spielen bisher nicht ausgetragen | Wettbewerb bei Olympischen Spielen bisher nicht ausgetragen |

### Rekordverbesserungen
In dieser neu ins Programm aufgenommenen Disziplin wurde zunächst ein erster olympischer aufgestellt, der anschließend einmal verbessert wurde. Darüber hinaus gab es einen Kontinental- und einen Landesrekord.
- Olympische Rekorde:
  - 70,60 m – Olga Kusenkowa (Russland), Qualifikation am 27. September, erster Versuch
  - 71,16 m – Kamila Skolimowska (Polen), Finale am 29. September, dritter Versuch
- Kontinentalrekord:
  - 67,95 m (Ozeanienrekord) – Deborah Sosimenko (Australien), Finale am 29. September, erster Versuch
- Landesrekord:
  - 69,28 m – Kirsten Münchow (Deutschland), Finale am 29. September, fünfter Versuch

## Legende
Kurze Übersicht zur Bedeutung der Symbolik – so üblicherweise auch in sonstigen Veröffentlichungen verwendet:
| – | verzichtet |
| x | ungültig   |

Anmerkungen zu zwei Angaben:
- Alle Zeitangaben sind auf Ortszeit Sydney (UTC+10)bezogen.
- Alle Weiten sind in Metern (m) angegeben.

## Qualifikation
Die Qualifikation wurde in zwei Gruppen durchgeführt. Vier Athletinnen (hellblau unterlegt) übertrafen die direkte Finalqualifikationsweite von 65,50 m. Damit war die Mindestanzahl von zwölf Finalteilnehmerinnen nicht erfüllt. So wurde das Finalfeld mit den acht nächstbesten Werferinnen (hellgrün unterlegt) beider Gruppen auf zwölf Wettbewerberinnen aufgefüllt. So reichten schließlich 62,78 m für die Finalteilnahme.

### Gruppe A

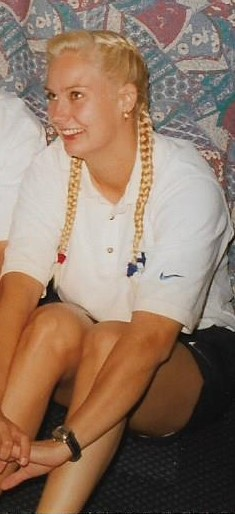
Mia Strömmer – ausgeschieden mit 59,43 m

27. September 2000, 9:00 Uhr
| Platz | Name               | Nation         | 1. Versuch | 2. Versuch | 3. Versuch | Weite | Anmerkung |
| ----- | ------------------ | -------------- | ---------- | ---------- | ---------- | ----- | --------- |
| 1     | Olga Kusenkowa     | Russland       | 70,60 OR   | –          | –          | 70,60 | OR        |
| 2     | Kamila Skolimowska | Polen          | 66,30      | –          | –          | 66,30 |           |
| 3     | Yipsi Moreno       | Kuba           | 65,74      | –          | –          | 65,74 |           |
| 4     | Dawn Ellerbe       | USA            | 64,91      | 63,27      | 57,99      | 64,91 |           |
| 5     | Swijatlana Sudak   | Belarus        | x          | x          | 63,83      | 63,83 |           |
| 6     | Lorraine Shaw      | Großbritannien | 63,21      | 62,60      | 57,09      | 63,21 |           |
| 7     | Amy Palmer         | USA            | 61,96      | 62,49      | 62,78      | 62,78 |           |
| 8     | Iryna Sekatschowa  | Ukraine        | 61,44      | 60,62      | x          | 61,44 |           |
| 9     | Tasha Williams     | Neuseeland     | 50,96      | 54,14      | 61,18      | 61,18 |           |
| 10    | Alla Dawydowa      | Russland       | 60,86      | x          | x          | 60,86 |           |
| 11    | Karyne Perkins     | Australien     | 55,18      | 59,49      | 55,22      | 59,49 |           |
| 12    | Mia Strömmer       | Finnland       | 57,33      | x          | 59,43      | 59,43 |           |
| 13    | Michelle Fournier  | Kanada         | x          | 55,72      | 59,15      | 59,15 |           |
| 14    | Caroline Fournier  | Mauritius      | x          | 53,60      | 56,18      | 56,18 |           |
| NM    | Ester Balassini    | Italien        | x          | x          | x          | ogV   |           |

### Gruppe B

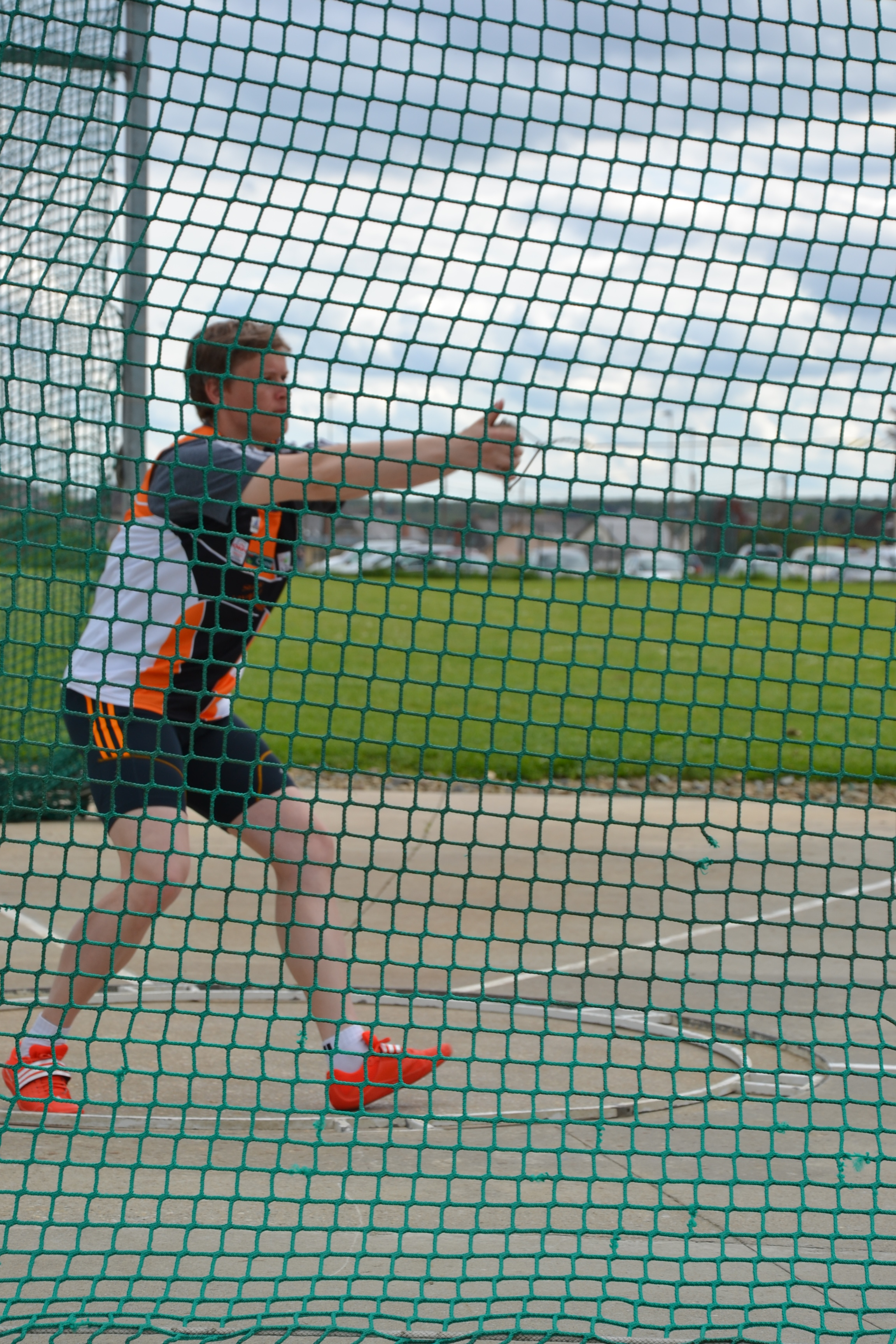
Manuela Montebrun – ausgeschieden
mit 57,77 m

27. September 2000, 11:00 Uhr
| Platz | Name                  | Nation              | 1. Versuch | 2. Versuch | 3. Versuch | Weite |
| ----- | --------------------- | ------------------- | ---------- | ---------- | ---------- | ----- |
| 1     | Kirsten Münchow       | Deutschland         | 59,09      | 67,64      | –          | 67,64 |
| 2     | Ivana Brkljačić       | Kroatien            | 65,01      | 62,59      | x          | 65,01 |
| 3     | Deborah Sosimenko     | Australien          | 64,01      | 61,18      | 59,53      | 64,01 |
| 4     | Sini Pöyry            | Finnland            | 63,80      | 60,12      | 61,81      | 63,80 |
| 5     | Ljudmila Hubkina      | Belarus             | 62,40      | 63,13      | 63,29      | 63,29 |
| 6     | Katalin Divós         | Ungarn              | 61,88      | x          | 62,74      | 62,74 |
| 7     | Lisa Misipeka         | Amerikanisch-Samoa  | 61,74      | 58,74      | x          | 61,74 |
| 8     | Tatjana Konstantinowa | Russland            | 57,24      | 61,14      | 61,48      | 61,48 |
| 9     | Jesseca Cross         | USA                 | 56,98      | 60,85      | 60,51      | 60,85 |
| 10    | Zhao Wei              | Volksrepublik China | 59,54      | 57,44      | 55,98      | 59,54 |
| 11    | Manuela Montebrun     | Frankreich          | 57,60      | x          | 57,77      | 57,77 |
| 12    | Anelija Jordanowa     | Bulgarien           | x          | 54,92      | 54,69      | 54,92 |
| NM    | Wolha Zander          | Belarus             | x          | x          | x          | ogV   |

## Finale

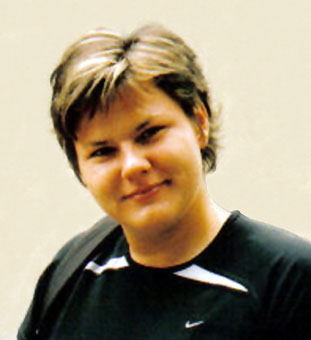
Olympiasiegerin Kamila Skolimowska

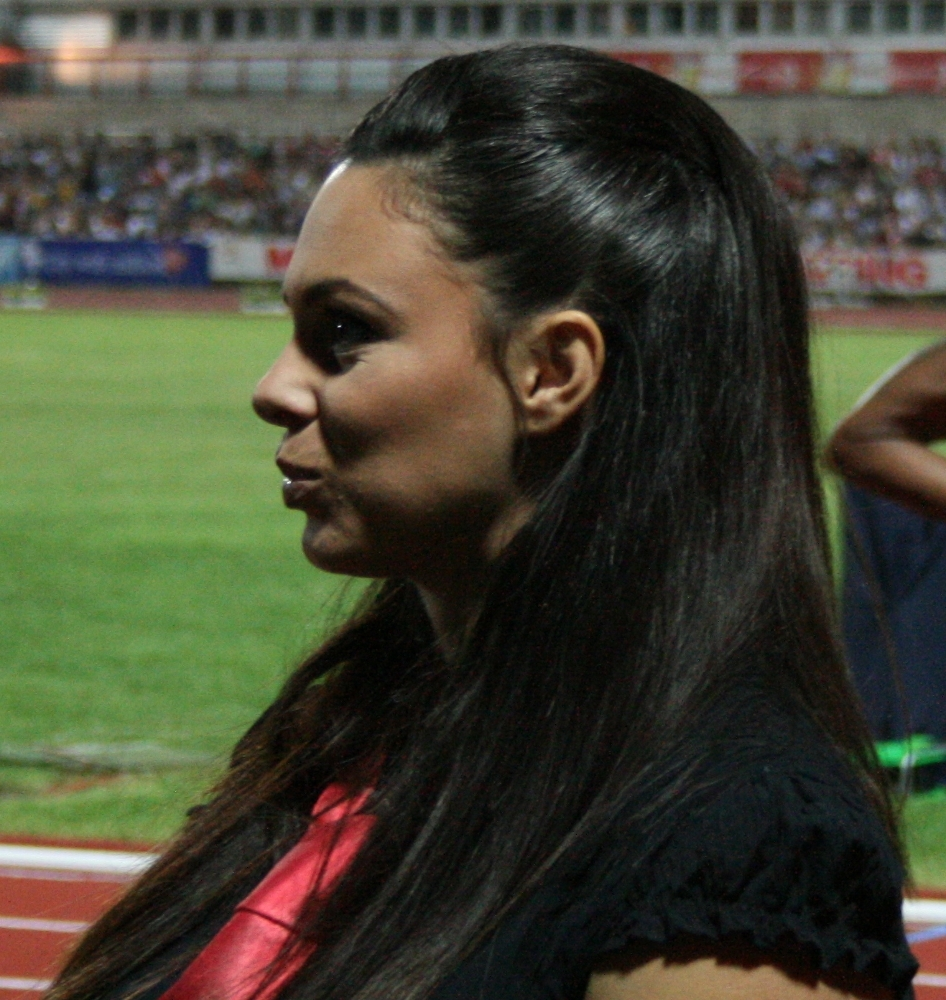
Die Olympiaelfte Ivana Brkljačić

29. September 2000, 18:00 Uhr
| Platz | Name               | Nation         | 1. Versuch | 2. Versuch | 3. Versuch | 4. Versuch                                  | 5. Versuch                                  | 6. Versuch                                  | Endresultat | Anmerkung |
| ----- | ------------------ | -------------- | ---------- | ---------- | ---------- | ------------------------------------------- | ------------------------------------------- | ------------------------------------------- | ----------- | --------- |
| 1     | Kamila Skolimowska | Polen          | x          | 66,33      | 71,16 OR   | 66,06                                       | 69,91                                       | x                                           | 71,16       | OR        |
| 2     | Olga Kusenkowa     | Russland       | x          | 67,18      | 69,64      | 69,77                                       | x                                           | x                                           | 69,77       |           |
| 3     | Kirsten Münchow    | Deutschland    | 66,42      | x          | 67,81      | 66,03                                       | 69,28 NR                                    | 67,96                                       | 69,28       | NR        |
| 4     | Yipsi Moreno       | Kuba           | 65,79      | 67,16      | 67,04      | 64,88                                       | 68,33                                       | 67,43                                       | 68,33       |           |
| 5     | Deborah Sosimenko  | Australien     | 67,95 OZ   | 64,24      | 65,49      | 66,39                                       | x                                           | x                                           | 67,95       | OZ        |
| 6     | Ljudmila Hubkina   | Belarus        | 66,04      | 66,16      | x          | 67,08                                       | 66,77                                       | 66,95                                       | 67,08       |           |
| 7     | Dawn Ellerbe       | USA            | 62,50      | 64,51      | 66,80      | 64,40                                       | 66,16                                       | 64,71                                       | 66,80       |           |
| 8     | Amy Palmer         | USA            | x          | 60,21      | 66,15      | 59,42                                       | x                                           | x                                           | 66,15       |           |
|       |                    |                |            |            |            |                                             |                                             |                                             |             |           |
| 9     | Lorraine Shaw      | Großbritannien | 64,27      | 56,96      | 63,65      | nicht im Finale der besten acht Werferinnen | nicht im Finale der besten acht Werferinnen | nicht im Finale der besten acht Werferinnen | 64,27       |           |
| 10    | Swijatlana Sudak   | Belarus        | x          | 64,21      | x          | nicht im Finale der besten acht Werferinnen | nicht im Finale der besten acht Werferinnen | nicht im Finale der besten acht Werferinnen | 64,21       |           |
| 11    | Ivana Brkljačić    | Kroatien       | 61,25      | 63,20      | x          | nicht im Finale der besten acht Werferinnen | nicht im Finale der besten acht Werferinnen | nicht im Finale der besten acht Werferinnen | 63,20       |           |
| 12    | Sini Pöyry         | Finnland       | 62,49      | x          | 62,21      | nicht im Finale der besten acht Werferinnen | nicht im Finale der besten acht Werferinnen | nicht im Finale der besten acht Werferinnen | 62,49       |           |

Für das Finale hatten sich zwölf Athletinnen qualifiziert, vier von ihnen über die Qualifikationsweite. weitere acht über ihre Platzierungen. Zwei US-Amerikanerinnen und zwei Weißrussinnen sowie jeweils eine Teilnehmerin aus Australien, Deutschland, Finnland, Kroatien, Kuba, Polen, Russland und Großbritannien kämpften um die Medaillen.
Kurz vor den Spielen wurde die eigentliche Favoritin, die rumänische Welt- und Europameisterin Mihaela Melinte aus Rumänien, des Dopings überführt und durfte daher in Sydney nicht starten. Somit ging die russische Vizewelt- und Vizeeuropameisterin Olga Kusenkowa als Favoritin an den Start. In den Bestenlisten dieser neuen Disziplin lag Kusenkowa mit ihrer Bestweite deutlich vor ihren Konkurrentinnen. Die bei den letzten Weltmeisterschaften direkt hinter ihr platzierten Athletinnen Lisa Misipeka aus Amerikanisch-Samoa und die Ungarin Katalin Divós waren hier in Sydney bereits in der Qualifikation ausgeschieden. So war das Rennen um die Medaillen hinter der Topfavoritin komplett offen.
Im Finale übernahm die australische WM-Fünfte Deborah Sosimenko in der ersten Runde mit 67,95 m die Führung. Sie hatte damit einen neuen Ozeanienrekord erzielt. Im dritten Durchgang zogen die Russin Olga Kusenkowa mit 69,64 m und die Polin Kamila Skolimowska, die sich auf erstaunliche 71,16 m steigerte, an ihr vorbei. Kamila Skolimowska blieb bis zum Ende an der Spitze und wurde damit erste Olympiasiegerin im Hammerwurf der Frauen. Olga Kusenkowa verbesserte sich mit ihrem vierten Wurf auf 69,77 m. Dies blieb ihre Bestweite, und so musste sich die hohe Favoritin mit Silber begnügen. Die deutsche WM-Achte und EM-Dritte Kirsten Münchow kam fünften Versuch auf 69,28 m, womit sie ganz überraschend die Bronzemedaille gewann. Mit 68,33 m wurde die Kubanerin Yipsi Moreno Vierte vor Deborah Sosimenko und der Weißrussin Ljudmila Hubkina.

## Video
- Kamila Skolimowska - IO Sydney 2000, youtube.com, abgerufen am 16. April 2018